# Mobutisme
Le mobutisme fut une doctrine officielle d'État et de parti au Zaïre (actuellement République démocratique du Congo) durant la deuxième moitié du XXe siècle. Le mobutisme propageait et glorifiait les opinions et les points de vue du président zaïrois, autoproclamé « Père de la nation », Mobutu Sese Seko. L'idéologie inclut les principales initiatives de Mobutu comme la zaïrianisation. 

## Doctrine

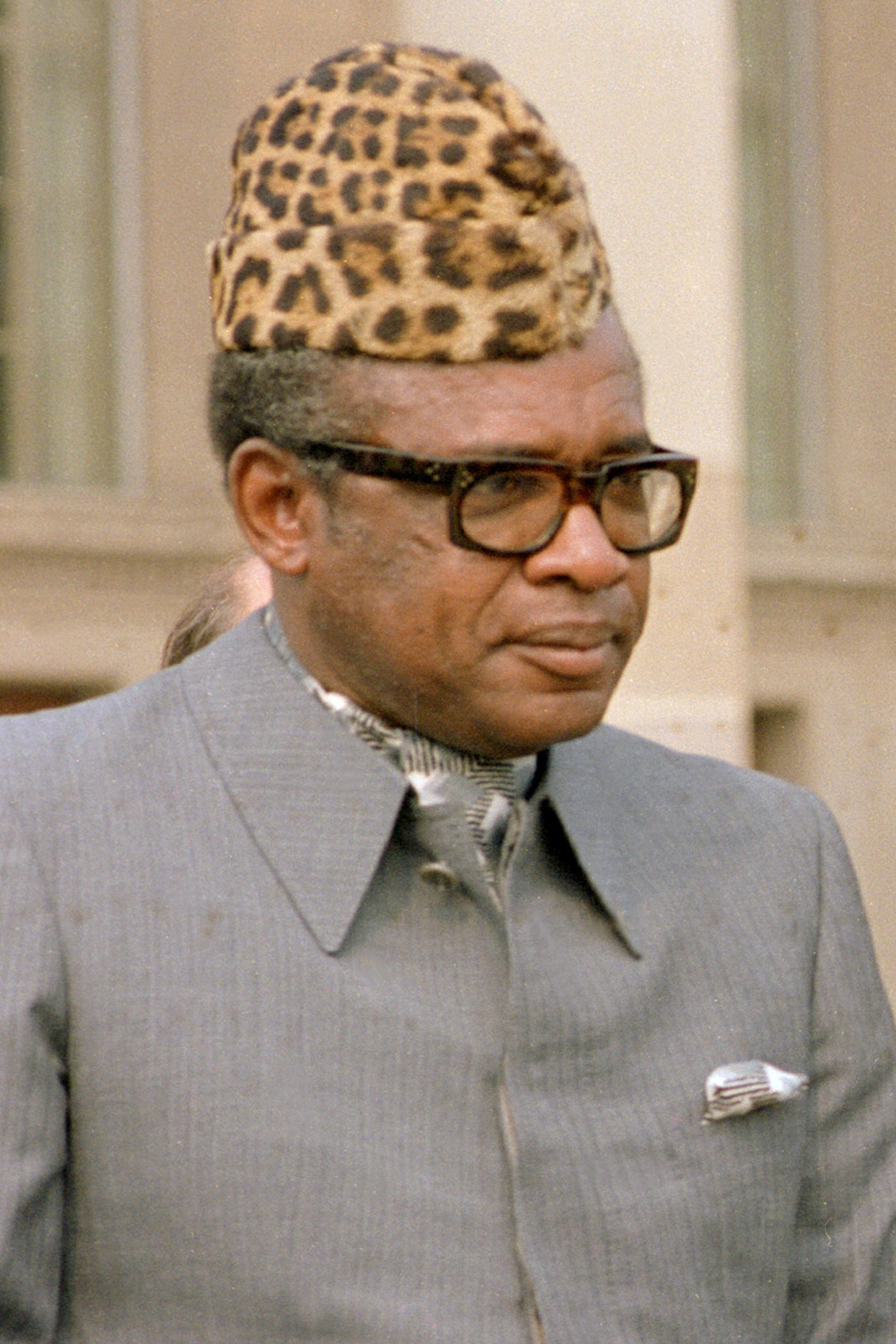
Mobutu Sese Seko, figure du Mobutisme

Le Mouvement populaire de la Révolution (MPR) était le seul parti politique légal au Zaïre, État à parti unique. Initialement, la Constitution du Zaïre, mise en place par Mobutu, autorisait de fait les partis d'oppositions. Mais Mobutu a prétendu plus tard que la Constitution ne demandait pas cela et donc un État à parti unique a été créé, supprimant du coup tous les autres partis politiques en 1966. Mobutu a conduit le MPR et le Zaïre comme un dictateur, et dénoncé l'idée de plusieurs leaders et des partis politiques dans le pays en disant : « Dans notre tradition africaine, il n'y a jamais deux chefs ... c'est pourquoi nous Congolais, dans le désir de se conformer aux traditions de notre continent, avons décidé de regrouper toutes les énergies des citoyens de notre pays sous la bannière d'un parti national unique. » 
Mobutu, à travers le MPR et sa propagande, a été présenté telle une divinité. Le MPR a cherché à remplacer le christianisme au Zaïre par une dévotion religieuse à Mobutu. Cette volonté de déifier Mobutu se retrouve chez le ministre de l'Intérieur Engulu Baanga Mpongo qui devant des partisans du MPR disait : «Dieu a envoyé un grand prophète, notre Mobutu prestigieux Guide. Ce prophète est notre libérateur, notre Messie. Notre Église est le MPR. Son chef est Mobutu. Nous le respectons comme on respecte un pape. Notre évangile est mobutisme. C’est pourquoi le crucifix doit être remplacé par l'image de notre messie ». 
L'idéologie prévue dans le manifeste de N'sele (ainsi nommé parce qu'il a été rendu public en mai 1967 dans la résidence rurale du président à N'Sele, à 60 km en amont de Kinshasa) reposait sur trois points :
- Nationalisme : L'objectif était de renforcer l'autorité du gouvernement national sur l'ensemble du pays et de réaliser l'indépendance économique du pays.
- Révolution : Décrite comme une « véritable révolution nationale, essentiellement pragmatique », qui a appelé à « la répudiation du capitalisme et du communisme ». Ainsi, « ni droite ni gauche » est devenu l'un des slogans légitimant du régime.
- Authenticité : création d'un « nationalisme authentique zaïrois et la condamnation du régionalisme et du tribalisme » : Mobutu et le MPR ont poursuivi un programme de renaissance nationale culturelle. L’objectif de ce programme était de purger la culture coloniale européenne au Zaïre et de restaurer la culture locale.

En ligne avec les préceptes de l'authenticité, le nom du pays a été changé en République du Zaïre en octobre 1971, ainsi que les forces armées (Forces armées zaïroises-FAZ). Cette décision est curieuse, étant donné que le nom, le Congo qui se référait à la fois pour le fleuve Congo et de l'ancien empire Kongo, était fondamentalement « authentique » puisqu’il avait des racines africaines pré-coloniales, tandis que le Zaïre est en fait une reprise d'un autre mot portugais d'Afrique, Nzere (« rivière » ; « le fleuve qui avale toutes les autres rivières », autre nom du fleuve Congo).
La volonté d'éliminer l'héritage colonial se retrouve de plusieurs façons :

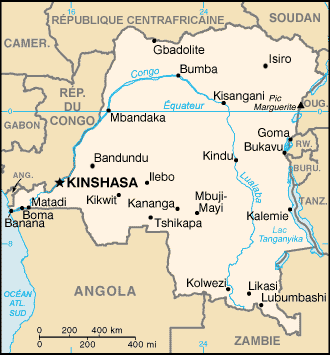
Le nom des villes de l'actuelle RDC est une marque de l'héritage mobutiste

- Interdiction des prénoms et de la culture chrétienne et favorisation des noms et de la culture africaine : 
Le fleuve Congo est renommé Zaïre en 1971. Autre exemple de cette Zaïrianisation, le général Joseph-Désiré Mobutu, devenu Mobutu Sese Seko, obligea tous ses citoyens à adopter des noms africains et de nombreuses villes ont également été renommées. Voici une liste de quelques villes qui ont connu un changement de noms :
- Léopoldville est devenue Kinshasa
- Stanleyville est devenue Kisangani
- Elisabethville est devenue Lubumbashi
- Jadotville est devenu Likasi
- Albertville est devenue Kalemie

- Interdiction des costumes occidentaux et création d'un uniforme d’État appelé abacost. (« À la bas le costume »). 
- Le zaïre a été introduit pour remplacer le franc comme monnaie nationale. 
Son symbole était un Z ou Ƶ (Z barré). Il se subdivisait en 100 makuta (singulier likuta), dont le symbole était un K, et de 1967 à 1993, en 10 000 sengi. Toutefois, le sengi ayant très peu de valeur, la plus petite pièce a été de 10 sengi. En conséquence, il était de pratique courante d'écrire des montants en espèces, avec trois zéros après la virgule, même après l'inflation. Le Zaïre connut des réévaluations successives, en 1978, 1979, 1980, et 1981, donnant ainsi au Zaïre une valeur quasi réelle. Le Zaïre vit ensuite une dévaluation importante. En décembre 1992, le taux de change était de 1 990 000 Z pour 1 USD.

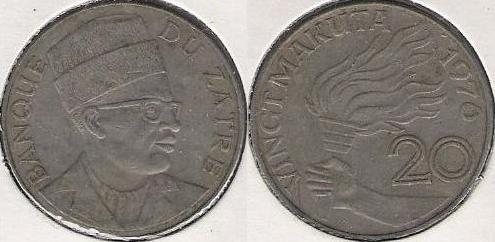
Pièce de 20 makuta de 1970

Loin d'impliquer un rejet de la modernité, l'authenticité est peut-être mieux vue comme un effort visant à concilier les revendications de la culture traditionnelle zaïroise aux exigences de la modernisation. L'effort de Mobutu d'utiliser le concept d'authenticité était un moyen pour lui de revendiquer sa propre marque de gouvernance.

## Inspirations
Le centre du MPR formation idéologique, le Makanda Kabobi Institut, a pris au sérieux sa tâche assignée de propager à travers les terres « les enseignements du président-fondateur, qui doit être donné et interprété de la même façon dans tout le pays. » Les membres du Bureau politique du MPR, en attendant, se sont vus confier la responsabilité de servir comme « les dépositaires et les garants du mobutisme. » Indépendamment des mérites ou des faiblesses du mobutisme, le MPR a attiré beaucoup de sa légitimité à partir du modèle des partis de masse globale qui ont connu le jour en Afrique dans les années 1960, un modèle qui avait également été une source d'inspiration pour le MNC de Lumumba. C'était ce patrimoine lumumbiste dont le MPR a essayé de s'approprier dans ses efforts pour mobiliser les masses zaïroises derrière son président-fondateur. La vision du mobutisme entend toucher tous les secteurs de la nation.
Cette idéologie survit aujourd'hui dans des organisations telle que l'Union des démocrates mobutistes (Udemo).

## Concepts associés
- Zaïrianisation
- Abacost
- Authenticité

## Concepts opposés
- Société des ambianceurs et des personnes élégantes (SAPE)